# St. Donatus (Iowa)
St. Donatus és una població dels Estats Units a l'estat d'Iowa. Segons el cens del 2000 tenia 140 habitants.

## Demografia
Segons el cens del 2000, St. Donatus tenia 140 habitants, 53 habitatges, i 41 famílies. La densitat de població era de 150,2 habitants/km².
Dels 53 habitatges en un 30,2% hi vivien nens de menys de 18 anys, en un 69,8% hi vivien parelles casades, en un 7,5% dones solteres, i en un 20,8% no eren unitats familiars. En el 18,9% dels habitatges hi vivien persones soles el 7,5% de les quals corresponia a persones de 65 anys o més que vivien soles. El nombre mitjà de persones vivint en cada habitatge era de 2,64 i el nombre mitjà de persones que vivien en cada família era de 3,05.
Per edats la població es repartia de la següent manera: un 22,9% tenia menys de 18 anys, un 10% entre 18 i 24, un 27,9% entre 25 i 44, un 17,1% de 45 a 60 i un 22,1% 65 anys o més.
L'edat mediana era de 39 anys. Per cada 100 dones de 18 o més anys hi havia 111,8 homes.
La renda mediana per habitatge era de 39.750 $ i la renda mediana per família de 42.000 $. Els homes tenien una renda mediana de 32.083 $ mentre que les dones 16.477 $. La renda per capita de la població era de 15.369 $. Cap de les famílies i el 0,7% de la població estaven per davall del llindar de pobresa.

## Poblacions més properes
El següent diagrama mostra les poblacions més properes.